# Hugh Bonneville
Hugh Richard Bonniwell Williams Skabelon:Post-nominals (født 10. november 1963), kendt under sit kunstnernavn Hugh Bonneville, er en engelsk skuespiller. Han er bedst kendt for at spille Robert Crawley, Earl of Grantham, i ITV's historiske dramaserie Downton Abbey fra 2010 til 2015. Han blev nomineret til en Golden Globes og to på hinanden følgende nomineringer til Primetime Emmy Award, samt Screen Actors Guild Awards for rollen. Han har gentaget sin rolle i filmene Downton Abbey (2019) og Downton Abbey: A New Era (2022). Han har også optrådt i film som Notting Hill (1999), Iris (2001), The Monuments Men (2014) og Paddington-filmene (2014–nu).

## Filmografi

### Film
| År   | Titel                                       | Rolle                             | Noter           |
| ---- | ------------------------------------------- | --------------------------------- | --------------- |
| 1994 | Mary Shelley's Frankenstein                 | Schiller                          |                 |
| 1997 | Tomorrow Never Dies                         | Air Warfare Officer – HMS Bedford |                 |
| 1999 | Notting Hill                                | Bernie                            |                 |
| 1999 | Mansfield Park                              | Mr Rushworth                      |                 |
| 2001 | Blow Dry                                    | Louis                             |                 |
| 2001 | High Heels and Low Lifes                    | Farmer                            |                 |
| 2001 | The Emperor's New Clothes                   | Bertrand                          |                 |
| 2001 | Iris                                        | Young John Bayley                 |                 |
| 2003 | Conspiracy of Silence                       | Fr. Jack Dowling                  |                 |
| 2004 | Piccadilly Jim                              | Lord Wisbeach                     |                 |
| 2004 | Stage Beauty                                | Samuel Pepys                      |                 |
| 2005 | The Commander: Virus                        | James Lampton                     | Uncredited      |
| 2005 | The Commander: Blackout                     | James Lampton                     | Uncredited      |
| 2005 | Man to Man                                  | Fraser McBride                    |                 |
| 2005 | Asylum                                      | Max Raphael                       |                 |
| 2005 | Underclassman                               | Headmaster Felix Powers           |                 |
| 2006 | Scenes of a Sexual Nature                   | Gerry                             |                 |
| 2007 | Four Last Songs                             | Sebastian Burrows                 |                 |
| 2007 | Hola to the World                           | Painter                           | Short film      |
| 2008 | One of Those Days                           | Mr Burrell                        | Short film      |
| 2008 | French Film                                 | Jed                               |                 |
| 2009 | Knife Edge                                  | Charles Pollock                   |                 |
| 2009 | Glorious 39                                 | Gilbert Williams                  |                 |
| 2009 | From Time to Time                           | Captain Oldknow                   |                 |
| 2010 | Critical Eye                                | Brian                             |                 |
| 2010 | Shanghai                                    | Ben Sanger                        |                 |
| 2010 | Third Star                                  | Beachcomber                       |                 |
| 2010 | Burke & Hare                                | Lord Harrington                   |                 |
| 2010 | Hippie Hippie Shake                         | John Mortimer                     | Unreleased      |
| 2011 | Third Star                                  | Beachcomber                       |                 |
| 2014 | The Monuments Men                           | Lieutenant Donald Jeffries        |                 |
| 2014 | Muppets Most Wanted                         | Irish Journalist                  |                 |
| 2014 | Paddington                                  | Henry Brown                       |                 |
| 2015 | Stick Man                                   | Santa Claus                       | Voice           |
| 2015 | Silent Hours                                | Commander William Calthorpe       |                 |
| 2017 | Viceroy's House                             | Lord Mountbatten                  |                 |
| 2017 | Paddington 2                                | Henry Brown                       |                 |
| 2017 | Thomas & Friends: Journey Beyond Sodor      | Merlin                            | Voice           |
| 2017 | Breathe                                     | Teddy Hall                        |                 |
| 2017 | A Return to Grace: Luther's Life and Legacy | Narrator                          |                 |
| 2017 | Secrets of the Magna Carta                  | Narrator                          | Documentary     |
| 2019 | The Corrupted                               | Anthony Hammond                   |                 |
| 2019 | Downton Abbey                               | Robert Crawley, Earl of Grantham  |                 |
| 2020 | Jingle Jangle: A Christmas Journey          | Mr. Delacroix                     |                 |
| 2021 | To Olivia                                   | Roald Dahl                        |                 |
| 2022 | Downton Abbey: A New Era                    | Robert Crawley, Earl of Grantham  |                 |
| 2022 | I Came By                                   | Sir Hector Blake                  |                 |
| 2022 | The Amazing Maurice                         | The Mayor                         | Voice           |
| 2023 | Bank of Dave                                | Sir Charles                       |                 |
| 2023 | Mummies                                     | Lord Sylvester Carnaby            | Voice           |
| 2024 | Paddington in Peru                          | Henry Brown                       | Post-production |
| 2025 | Untitled Downton Abbey: A New Era sequel    | Robert Crawley, Earl of Grantham  | Filming         |

### Tv
| År      | Titel                                            | Rolle                            | Noter                                                            |
| ------- | ------------------------------------------------ | -------------------------------- | ---------------------------------------------------------------- |
| 1990    | Chancer                                          | Jas                              | 2 episodes                                                       |
| 1991    | Dodgem                                           | Rick Bayne                       | 5 episodes                                                       |
| 1993    | Paul Merton: The Series                          | Captain                          | Episode: #2.6"                                                   |
| 1993    | Stalag Luft                                      | Barton                           | Television movie                                                 |
| 1994    | The Memoirs of Sherlock Holmes                   | Victor Savage                    | Episode: "The Dying Detective" Credited as Richard Bonneville    |
| 1994    | Peak Practice                                    | Dominic Kent                     | Episode: "Perfect Love" Credited as Richard Bonneville           |
| 1994    | Cadfael                                          | Daniel Aurifaber                 | Episode: "The Sanctuary Sparrow" Credited as Richard Bonneville  |
| 1994    | Between the Lines                                | Henry Oakes                      | Episode: "Close Protection"                                      |
| 1995    | The Vet                                          | Alan Sinclair                    | 6 episodes                                                       |
| 1995    | EastEnders                                       | Headmaster                       | Episode: "14 December 1995"                                      |
| 1996    | Married for Life                                 | Steve Hollingsworth              | 7 episodes                                                       |
| 1996    | Bugs                                             | Nathan Pym                       | Episode: "Bugged Wheat"                                          |
| 1997    | Breakout                                         | Peter Schneider                  | Television movie                                                 |
| 1997    | See You Friday                                   | Daniel                           | Episode: "#1.1"                                                  |
| 1997    | The Man Who Made Husbands Jealous                | Ferdinand Fitzgerald             | Episode: #1.1"                                                   |
| 1997    | Get Well Soon                                    | Norman Tucker                    | 4 episodes                                                       |
| 1998    | Heat of the Sun                                  | Edward Herbert                   | Episode: "Hide in Plain Sight"                                   |
| 1998    | Mosley                                           | Bob Boothby                      | 4 episodes                                                       |
| 1998    | Holding the Baby                                 | Gordon Muir                      | Unknown episodes                                                 |
| 1998    | The Scold's Bridle                               | Tim Duggan                       | Television movie                                                 |
| 1999    | Murder Most Horrid                               | Inspector Dawson                 | Episode: "Confessions of a Murderer"                             |
| 2000    | Take a Girl Like You                             | Julian Ormerod                   | 3 episodes                                                       |
| 2000    | Thursday the 12th                                | Brin Hopper                      | Television movie                                                 |
| 2000    | Madame Bovary                                    | Charles Bovary                   | Television movie                                                 |
| 2001    | Hans Christian Andersen: My Life as a Fairytale  | Publisher                        | Television movie                                                 |
| 2001    | The Cazalets                                     | Hugh Cazalet                     | 6 episodes                                                       |
| 2001    | Armadillo                                        | Torquil Helvoir Jayne            | TV film                                                          |
| 2002    | Midsomer Murders                                 | Hugh Barton                      | Episode: "Ring Out Your Dead"                                    |
| 2002    | Tipping the Velvet                               | Ralph Banner                     | Episode: "#1.3"                                                  |
| 2002    | Daniel Deronda                                   | Henleigh Grandcourt              | 3 episodes                                                       |
| 2002    | Impact                                           | Phil Epson                       | Television movie                                                 |
| 2002    | The Gathering Storm                              | Ivo Pettifer                     | Television movie                                                 |
| 2002    | Right Under My Eyes                              | James                            | Television movie                                                 |
| 2002    | The Biographer                                   | Eric                             | Television movie                                                 |
| 2002    | Doctor Zhivago                                   | Andrey Zhivago                   | Television movie                                                 |
| 2003    | The Commander                                    | James Lampton                    | Television movie                                                 |
| 2003    | Love Again                                       | Philip Larkin                    | Television movie                                                 |
| 2003    | Hear the Silence                                 | Andrew Wakefield                 | Television movie                                                 |
| 2004    | Wren: The Man Who Built Britain                  | Christopher Wren                 | TV documentary                                                   |
| 2005    | The Rotters' Club                                | Adult Ben                        | Voice; 2 episodes                                                |
| 2005    | The Robinsons                                    | George Robinson                  | 6 episodes                                                       |
| 2006    | Courting Alex                                    | Julian/Charles Carter            | 10 episodes                                                      |
| 2006    | Beau Brummell: This Charming Man                 | Prince Regent                    | Television movie                                                 |
| 2006    | Tsunami: The Aftermath                           | Tony Whittaker                   | Television movie                                                 |
| 2007    | The Vicar of Dibley                              | Jeremy Ogilvy                    | Episode: "The Vicar in White"                                    |
| 2007    | Five Days                                        | DSI Iain Barclay                 | 4 episodes                                                       |
| 2007    | The Replacements                                 | C.L.I.V.E.                       | Voice; Episode: "London Calling"                                 |
| 2007    | The Diary of a Nobody                            | Charles Pooter                   | Television movie                                                 |
| 2007    | Miss Austen Regrets                              | Rev. Brook Bridges               | Television movie                                                 |
| 2007–08 | Freezing                                         | Matt                             | 3 episodes                                                       |
| 2008    | Bonekickers                                      | Gregory Parton                   | 6 episodes                                                       |
| 2008    | Lost in Austen                                   | Claude Bennet                    | 4 episodes                                                       |
| 2008    | Filth: The Mary Whitehouse Story                 | Sir Hugh Carleton Greene         | Television movie                                                 |
| 2008–11 | Country House Rescue                             | Narrator                         | 24 episodes                                                      |
| 2009    | Hunter                                           | DSI Iain Barclay                 | 2 episodes                                                       |
| 2009    | Ruth Watson's Hotel Rescue                       | Narrator                         | 6 episodes                                                       |
| 2009    | Legally Mad                                      | Gordon Hamm                      | unaired pilot                                                    |
| 2010–15 | Downton Abbey                                    | Robert Crawley, Earl of Grantham | 52 episodes                                                      |
| 2010    | Ben Hur                                          | Pontius Pilate                   | 2 episodes                                                       |
| 2010    | Agatha Christie's Poirot                         | Edward Masterman                 | Episode: "Murder on the Orient Express"                          |
| 2010    | The Silence                                      | Chris                            | 4 episodes                                                       |
| 2010–14 | Rev.                                             | Roland Wise                      | 3 episodes                                                       |
| 2011    | Doctor Who                                       | Captain Avery                    | Episodes: "The Curse of the Black Spot" "A Good Man Goes to War" |
| 2011    | Marple: The Mirror Crack'd from Side to Side     | Inspector Hewitt                 | Television movie                                                 |
| 2011–12 | Twenty Twelve                                    | Ian Fletcher                     | 13 episodes                                                      |
| 2011–14 | The Hotel                                        | Narrator                         | 33 episodes                                                      |
| 2012    | Turn Back Time: The Family                       | Narrator                         | 5 episodes                                                       |
| 2012    | Getting On                                       | Philip Moore                     | Episode: "#3.6"                                                  |
| 2012    | World's Most Dangerous Roads                     | N/A                              | Episode: "#3.2"                                                  |
| 2012    | Mr Stink                                         | Mr Stink                         | Television movie                                                 |
| 2013    | Da Vinci's Demons                                | Duke of Milan                    | Episode: "The Hanged Man"                                        |
| 2014    | Top Gear                                         | Himself                          | Episode: "Star in a Reasonably-Priced Car"                       |
| 2014–17 | W1A                                              | Ian Fletcher                     | 14 episodes                                                      |
| 2015–16 | Galavant                                         | Pirate King                      | 2 episodes                                                       |
| 2015–18 | Sofia the First                                  | Book Narrator                    | Voice; 6 episodes                                                |
| 2016    | The Hollow Crown                                 | Gloucester                       | Episode: "Henry VI, Part I"                                      |
| 2016    | Walliams & Friend                                | Various                          | Episode 7                                                        |
| 2017    | The Grand Tour                                   | Himself                          | Series 2 Episode 3                                               |
| 2017    | A Return to Grace: Luther's Life and Legacy      | Narrator                         | Documentary                                                      |
| 2018    | Countdown to Calvary                             | Host/Narrator                    | Documentary                                                      |
| 2018    | Thomas & Friends                                 | Merlin                           | Voice; Episode: "Seeing is Believing"                            |
| 2018    | Christmas with the Tabernacle Choir              | Narrator                         |                                                                  |
| 2018–24 | Great Performances                               | Host/Narrator                    | Episode "From Vienna: The New Year's Celebration 2018"           |
| 2018–24 | Great Performances                               | Host/Narrator                    | Episode "From Vienna: The New Year's Celebration 2019"           |
| 2018–24 | Great Performances                               | Host/Narrator                    | Episode "From Vienna: The New Year's Celebration 2020"           |
| 2018–24 | Great Performances                               | Host/Narrator                    | Episode "From Vienna: The New Year's Celebration 2021"           |
| 2018–24 | Great Performances                               | Host/Narrator                    | Episode "From Vienna: The New Year's Celebration 2022"           |
| 2018–24 | Great Performances                               | Host/Narrator                    | Episode "From Vienna: The New Year's Celebration 2023"           |
| 2018–24 | Great Performances                               | Host/Narrator                    | Episode "From Vienna: The New Year's Celebration 2024"           |
| 2019    | Last Week Tonight with John Oliver               | Narrator                         | 2 episodes                                                       |
| 2020    | Sandylands                                       | One-Eyed Man                     | 2 episodes                                                       |
| 2020–22 | Amphibia                                         | Wigbert Ribbiton                 | Voice; 2 episodes                                                |
| 2020    | DuckTales                                        | Santa Claus                      | Voice; Episode: "How Santa Stole Christmas"                      |
| 2022    | The Hidden Lives of Pets                         | Narrator                         | Documentary series                                               |
| 2022    | Secrets of the Royal Gardens                     | Narrator                         | Documentary series                                               |
| 2023    | The Gold                                         | DCI Brian Boyce                  | 6 episodes                                                       |
| 2023    | DNA Journey                                      | Himself                          | Episode: "John Bishop and Hugh Bonneville"                       |
| 2023    | Coronation Concert                               | Host                             | [ 12 ]                                                           |
| 2024    | The Completely Made-Up Adventures of Dick Turpin | Jonathan Wild                    | 4 episodes                                                       |
| 2024    | Douglas Is Cancelled                             | Douglas Bellowes                 | 4 episodes                                                       |

### Lydbøger
| År   | Titel                       | Rolle     | Noter |
| ---- | --------------------------- | --------- | ----- |
| 2004 | Birds Without Wings         | Fortæller |       |
| 2014 | Goldfinger                  | Fortæller |       |
| 2016 | Paddington Takes the Test   | Fortæller |       |
| 2016 | Paddington At Large         | Fortæller |       |
| 2016 | Paddington Marches On       | Fortæller |       |
| 2016 | Paddington Abroad           | Fortæller |       |
| 2016 | Paddington Helps Out        | Fortæller |       |
| 2017 | Paddington At Work          | Fortæller |       |
| 2017 | On the Banks of Plum Creek  | Fortæller |       |
| 2017 | Paddington Goes to Town     | Fortæller |       |
| 2017 | Farmer Boy                  | Fortæller |       |
| 2018 | Paddington Takes the Air    | Fortæller |       |
| 2018 | Paddington On Top           | Fortæller |       |
| 2021 | Absolute Proof              | Fortæller |       |
| 2022 | Late Summer On State Street | Fortæller |       |